# Čistoća plemenitih kovina
Čistoća plemenitih kovina označava količinu plemenite kovine u nekom predmetu od zlata srebra ili platine. Najčešće se radi o nakitu ili novcu.

## Općenito
Čistoća plemenitih kovina označava se u tisućinkama,dok su nekada korišteni i drugi sustavi označavanja,poput primjerice lota (16 lota  = čisto srebro.) te karata (24 karata = čisto zlato).
Označavanje u lotima te karatima koristilo se do 1888. godine.

## Najčešće oznake čistoće plemenitih kovina

### Nakit

#### Zlato
- zlato 999
- zlato 916 2/3 (Crowngold)
- zlato 750 (18 karata)
- zlato 585 (14 karata)

#### Srebro
- srebro 999 (fino srebro)
- srebro 970 (srebro za emajliranje)
- srebro 935
- srebro 925 (sterling srebro)
- srebro 835
- srebro 800

### Platina
- platina 950 (žig 'Pt 950')

treba napomenuti i da se znatno rjeđe za nakit od platine koriste i slitine:
- platina 800 (žig Pt 800')
- platina 750 (žig 'Pt 750')
- platina 585 (žig 'Pt 585')

### Paladij
- paladij 950 (žig 'Pd 950')
- paladij 500 (žig 'Pd 500')

## Vanjske poveznice
http://www.zakon.hr/z/700/Zakon-o-nadzoru-predmeta-od-plemenitih-kovina